# Rechtsstreit zwischen Moses Pelham und Kraftwerk
Der Rechtsstreit zwischen dem Musiker Moses Pelham und der Band Kraftwerk ist ein seit über 20 Jahren währender Urheberrechtsstreit bezüglich Sampling.
Nachdem der Fall fünf Mal den Bundesgerichtshof beschäftigte, liegt er aktuell (Stand August 2024) zum zweiten Mal vor dem Europäischen Gerichtshof.

## Fall
Pelhams für Sabrina Setlur produziertes Stück Nur mir aus dem Album Die neue S-Klasse (1997) enthielt – ohne vorherige Zustimmung – das als Loop repetitiv leicht verlangsamt verwendete 2-sekündige Sampling einer Rhythmussequenz des Liedes Metall auf Metall von Kraftwerk aus dem 1977 veröffentlichten Album Trans Europa Express. Pelham sagte vor Gericht aus, dass er die Sequenz in seinem Tonarchiv fand.

## Rechtsstreit
Ralf Hütter und weitere Kraftwerk-Mitglieder klagten dagegen 1999 beim Landgericht Hamburg wegen Urheberrechtsverletzung auf Unterlassung und Schadensersatz.

### Erste Entscheidungen
Das LG Hamburg und OLG Hamburg gaben der Klage zunächst statt.
Der BGH hob daraufhin das Urteil des OLG Hamburg im Jahr 2008 wegen einer fehlerhaften und unklaren Begründung auf und verwies die Sache zurück an das OLG Hamburg, was seine erste Entscheidung mit neuer Begründung bestätigte.

### BGH-Entscheidung
Nach erneuter Revision entschied der Bundesgerichtshof (BGH) im Dezember 2012, dass Pelham das Urheberrecht verletzt habe.
Bei der mündlichen Urteilsverkündung im Dezember 2012 stellte der BGH klar, dass grundsätzlich auch kleinste Teile eines Musikstücks urheberrechtlich geschützt sind und deshalb nur mit Zustimmung des Urhebers entnommen werden dürfen. Zwar sehe dem BGH zufolge das Urheberrecht eine Ausnahme von dieser Regel vor, um das kulturelle Schaffen zu fördern. Danach dürfe ein Musiker solche Tonsequenzen aus anderen Stücken entnehmen, wenn sie wegen ihrer besonderen Eigenart nicht einfach nachgespielt werden könnten („Metall auf Metall II“). Umgekehrt bedeutet dies jedoch dem BGH zufolge, dass derjenige, der die Klänge für eigene Zwecke verwenden möchte, und „befähigt und befugt ist, diese selbst einzuspielen“, sie nicht im Wege des Samplings übernehmen darf. Tonfolgen, die erkennbar einem anderen Tonträger entstammen und eine Melodie bilden, dürfen ebenfalls nicht einfach übernommen werden. Es ging darum, dass Setlur 1997 eine zwei Sekunden dauernde zweitaktige Rhythmussequenz aus Kraftwerks Metall auf Metall entnommen und in fortlaufender Wiederholung ihrem Titel Nur mir unterlegt hatte. Der BGH war zu der Auffassung gelangt, dass es möglich gewesen wäre, die übernommene Rhythmussequenz selbst einzuspielen, so dass die Rechte von Kraftwerk verletzt worden seien. Das Recht zur freien Benutzung nach § 24 Abs. 1 UrhG stehe nur jemandem zu, der eine Tonfolge selbst einspielt und ihm damit eine Reproduktion aus tatsächlichen Gründen möglich sei.

### Verfassungsbeschwerde
Gegen diese Entscheidung legte Pelham Verfassungsbeschwerde ein. Der BGH habe die Freiheit der Kunst unangemessen berücksichtigt. Das Bundesverfassungsgericht nahm die Verfassungsbeschwerde zur Entscheidung an und beschäftigte sich damit – laut dem Vorsitzenden des Ersten Senats, Ferdinand Kirchhof – zum ersten Mal in seiner Geschichte mit verfassungsrechtlichen Fragen des Urheberrechts. In seiner am 31. Mai 2016 verkündeten Entscheidung hob das BVerfG die Entscheidung des BGH auf. Dieser habe auch im Hinblick auf die Kürze der gesampelten Sequenz von wenigen Sekunden die Reichweite der Kunstfreiheit verkannt. Der Einsatz von Samples sei eines der stilprägenden Elemente des Hip-Hop. Zudem sei das Kriterium der „Nachspielbarkeit“ untauglich. Die Sache wurde zur erneuten Entscheidung an den BGH zurückverwiesen.
Mit Beschluss vom 1. Juni 2017 hat der BGH das dortige dritte Verfahren zunächst ausgesetzt, damit zunächst der EuGH im Rahmen eines Vorabentscheidungsverfahrens Rechtsfragen in Bezug auf die Urheberrechtsrichtlinie sowie der Vermiet- und Verleih-Richtlinie klären konnte, womit unter anderem geklärt werden sollte, inwieweit § 24 Abs. 1 UrhG konform mit europäischem Recht ist.

### Erste EuGH-Entscheidung
Am 12. Dezember 2018 schlug der Generalanwalt des Europäischen Gerichtshofs den Richtern eine restriktive Urteilsfindung vor. Der Europäische Gerichtshof hat sich im Juli 2019 jedoch für die Kulturtechnik des Musiksamplings ausgesprochen. In seinem Grundsatzurteil sprach sich der EuGH für das Musiksampling aus – gerade dann, wenn es um kleine Bruchstücke eines Musikstücks geht. Demnach kann das Sampling ohne Einwilligung des Herstellers grundsätzlich gegen dessen Urheberrechte verstoßen. Ist es allerdings abgeändert und „beim Hören nicht wiedererkennbar“, ist die Kunstfreiheit höher zu bewerten.
Mit Urteil vom 30. April 2020 entschied der BGH, dass Pelham die Sequenz zumindest nach der Urheberrechtsrichtlinie 2002 nicht hätte nutzen dürfen, da sie „nicht verändert wurde, und auch ohne Weiteres wiedererkennbar war“. Er hob das (zweite) Berufungsurteil des OLG Hamburg von 2011 auf und verwies die Sache zur erneuten Verhandlung zurück.

### Neubeurteilung durch das OLG Hamburg
Das Hanseatische Oberlandesgericht Hamburg hat in seinem (dritten) Berufungsurteil vom 28. April 2022 festgestellt, dass bei Vornahme der Vervielfältigungshandlung im Jahr 1997 keine Verletzung von Urheber- oder Leistungsschutzrechten der Kläger erfolgt ist und dass auch nach der aktuell (seit 2021) geltenden Rechtslage die Verwendung des Samples zulässig ist, allerdings für den Zeitraum vom 22. Dezember 2002 bis zum 6. Juni 2021 eine Rechtslage bestanden habe, unter der die in diesem Zeitraum erfolgten Handlungen der Vervielfältigung und Verbreitung von Tonträgern des streitgegenständlichen Stücks in die damals bestehenden Rechte der Tonträgerproduzenten eingegriffen hätten, ohne dass Pelhams Produktionsfirma dazu unter einer seinerzeit geltenden Schrankenbestimmung berechtigt gewesen wäre.

### Erneute EuGH-Vorlage
Auch gegen diese Entscheidung wurde erneut ein Revisionsverfahren vor dem Bundesgerichtshof eröffnet (Az. I ZR 74/22). Am 1. Juni 2023 fand die mündliche Verhandlung vor dem 1. Zivilsenat statt, im September 2023 entschied der BGH, das Verfahren auszusetzen und die Fragen erneut dem EuGH vorzulegen.